# So Far, So Good... So What!
Albums de Megadeth
Peace Sells... but Who's Buying?
(1986) Rust in Peace
(1990)
Singles
1. Anarchy in the U.K.
Sortie : 17 février 1988
2. Mary Jane
Sortie : 12 mai 1988

So Far, So Good... So What! est le 3e album du groupe de thrash metal américain Megadeth. Il est sorti 19 janvier 1988 sur le label Capitol Records et a été produit par Dave Mustaine et Paul Lani.
Il s'agit du seul album du groupe sur lequel figurent le guitariste Jeff Young et le batteur Chuck Behler.

## Détails
- On peut entendre un extrait de la chanson I don't want to set the world on fire des Ink Spots au début de la deuxième chanson de cet album : Set The World Afire.
- Anarchy in the U.K. est une reprise des Sex Pistols, le célèbre groupe de punk-rock, avec des paroles légèrement différentes (Anarchy for the USA en lieu et place d'Anarchy for the UK; Mötley Crüe feront de même lorsqu'ils reprendront cette même chanson) et Steve Jones (guitariste des Sex Pistols) est invité pour un solo de guitare.
- Le morceau In My Darkest Hour fut inspiré à Dave Mustaine par le décès de Cliff Burton (bassiste de Metallica) et lui est dédié, mais les paroles traitent d'un autre sujet.
- 502 est le code d'infraction de la police routière américaine pour la conduite en état d'incapacité.
- la chanson Hook in Mouth dénonce les falsifications de l'histoire et de l'information. Mustaine réutilise également ironiquement un vers de l'hymne Américain - The Star-Spangled Banner (« The land of the free and the home of the brave ») - dans un pamphlet contre le PMRC.

## Liste des titres
| No | Titre                                         | Paroles                  | Musique                                      | Durée |
| -- | --------------------------------------------- | ------------------------ | -------------------------------------------- | ----- |
| 1. | Into The Lungs Of Hell                        | ...instrumental...       | Dave Mustaine                                | 3:24  |
| 2. | Set The World Afire                           | Mustaine                 | Mustaine                                     | 5:48  |
| 3. | Anarchy in the U.K. (Reprise des Sex Pistols) | Johnny Rotten            | Rotten, Steve Jones, Glen Matlock, Paul Cook | 3:02  |
| 4. | Mary Jane                                     | Mustaine, David Ellefson | Mustaine                                     | 4:26  |
| 5. | 502                                           | Mustaine                 | Mustaine                                     | 3:30  |
| 6. | In My Darkest Hour                            | Mustaine, Ellefson       | Mustaine                                     | 6:26  |
| 7. | Liar                                          | Mustaine                 | Mustaine, Ellefson                           | 3:24  |
| 8. | Hook In Mouth                                 | Mustaine                 | Mustaine, Ellefson                           | 4:50  |

| 9.  | Into the Lungs of Hell              | ...instrumental... | Mustaine | 3:31 |
| 10. | Set the World Afire (Paul Lani mix) | Mustaine           | Mustaine | 5:52 |
| 11. | Mary Jane                           | Mustaine, Ellefson | Mustaine | 4:08 |
| 12. | In My Darkest Hour                  | Mustaine, Ellefson | Mustaine | 6:11 |

## Musiciens
Megadeth
- Dave Mustaine: chant, guitare électrique, acoustique et solo
- David Ellefson: basse, chœurs
- Jeff Young: guitare électrique, acoustique et solo
- Chuck Behler: batterie, percussions

Invité
- Steve Jones: guitare sur Anarchy in the U.K.

## Charts et certifications
| Pays             | Durée du classement | Meilleur classement |
| ---------------- | ------------------- | ------------------- |
| Allemagne        | 10 semaines         | 27e                 |
| Canada           | 14 semaines         | 40e                 |
| États-Unis       | 23 semaines         | 28e                 |
| Nouvelle-Zélande | 4 semaines          | 41e                 |
| Pays-Bas         | 6 semaines          | 51e                 |
| Royaume-Uni      | 5 semaines          | 18e                 |
| Suède            | 3 semaines          | 37e                 |
| Suisse           | 2 semaines          | 28e                 |

| Pays       | Certification | Ventes      | Date             |
| ---------- | ------------- | ----------- | ---------------- |
| Canada     | Platine       | 100 000 +   | 10 décembre 1992 |
| États-Unis | Platine       | 1 000 000 + | 26 mai 1998      |

Charts singles
| Année | Single                | Chart              | Durée du classement | Position |
| ----- | --------------------- | ------------------ | ------------------- | -------- |
| 1988  | "Anarchy in the U.K." | UK Singles Chart   | 3 semaines          | 45e      |
| 1988  | "Anarchy in the U.K." | RMNZ Singles Top40 | 5 semaines          | 13e      |
| 1988  | "Mary Jane"           | UK Singles Chart   | 2 semaines          | 46e      |